# Ignacy (Trif)
Ignacy, imię świeckie Ilie Trif (ur. 7 lipca 1976 w Bilbor) – duchowny Rumuńskiego Kościoła Prawosławnego, od 2017 biskup Huși. 

## Życiorys
Święcenia diakonatu przyjął 6 sierpnia 2001, a prezbiteratu 11 sierpnia. Chirotonię biskupią otrzymał 11 grudnia 2011. W latach 2011–2017 pełnił urząd biskupa mureșańskiego, wikariusza eparchii Hiszpanii i Portugalii.